# Обычный мультик

Главные герои, слева направо: Попс, Бенсон, Скипс, Ригби, Мордекай, Масл Мен, Дай Пять

«Обычный мультик» (англ. Regular Show — «Обычное шоу») — американский мультсериал ориентированный на подростковую аудиторию производства телеканала Cartoon Network, созданный Джеймсом Куинтелом для канала Cartoon Network пилотный эпизод вышел в августе 2009 года оригинальная первая серия была показана в эфире Cartoon Network 6 сентября 2010 года в России мультсериал вышел на русский язык на 2 года позже 28 апреля 2012 года. Мультсериал получил премию «Эмми».
13 сентября 2016 года канал Cartoon Network объявил о закрытии мультсериала после восьмого сезона.
12 июня 2024 года был анонсирован новый спин-офф во вселенной Обычного мультика, с оригинальным создателем Джейджи Куинтелом. На данный момент сюжет неизвестен.
30 сентября 2024 года стало известно, что Марк Хэмилл, актёр, озвучивший персонажа Скипса, вернётся к озвучиванию в новом спин-оффе.
В октябре 2024 года на сайте Warner Bros Discoverу случайно слили название спинн-оффа: Обычный мультик: Потерянные кассеты (англ. Regular Show: Lost Tapes. Перезапуск будет состоять из 44 эпизодов.
Подробности о сюжете и дате выхода пока держатся в секрете.

## Сюжет
Сериал повествует о приключениях двух друзей: голубой сойки Мордекай и носухи Ригби. Они работают в городском парке вместе со снежным человеком по имени Скипс и вечно радостным Попсом под руководством их босса, аппарата по продаже жвачки — Бенсона. Также в парке работают их второстепенные друзья Масл Мен (Мускулист) и Дай Пять (Пятак). Мордекай и Ригби постоянно пытаются избежать работы и повеселиться, но им часто приходится расплачиваться за свою безответственность. Думая лишь о веселье, друзья всегда попадают в, казалось бы, безвыходные ситуации. Но в конце им все равно удаётся выбраться из неловкого положения благодаря помощи верных друзей.
В мультсериале многократно используется обработанная музыка времён 80-х и ранее: «Mississippi Queen» группы Mountain, «Holding out for a Hero» Бонни Тайлер.

## Персонажи
- Мордекай — 23-летняя голубая сойка, главный герой мультсериала, лучший друг Ригби. Они оба работают в городском парке, но очень ленивые и редко выполняют свои обязанности. Мордекай более добросовестный, пытается выполнять свои рабочие обязанности, но часто попадает в глупые ситуации, пытаясь соперничать с Ригби. Иногда эти ситуации случаются исключительно по вине Ригби, хотя достаётся им поровну. Почти во всем Мордекай побеждает Ригби, особенно он любит играть в «Кулаки», зная, что маленький и слабый Ригби точно проиграет и Мордекай всегда бьёт Ригби по плечами и его плечи ломаются. Мордекай всегда пытается найти выход из безвыходной ситуации. Он тайно влюблён в красногрудую малиновку Маргарет, официантку в местном кафе. После того, как Маргарет уехала, Мордекай долго забывал её, а потом начал встречаться с Си-Джей. У него две белые полосы на крыльях и две чёрные на пальцах. В 33-й серии третьего сезона сознаётся, что спит на сдвоенной кровати, он забрал кровать Ригби себе и сделал из двух одну. Ригби об этом не знает и спит на батуте. В конце 8-го сезона становится художником и встречает свою будущую жену наполовину летучую мышь.
- Ригби — 23-летний самец Носухи, главный герой мультсериала, лучший друг Мордекая. Часто конфликтует с ним. Мордекай зачастую спасает друга, но были и моменты, когда и Ригби помогал другу в беде. Он плохо дерётся, не держит удар и плохо играет в видеоигры (однако в серии «Эксперт или лжец» отлично играет и становится экспертом по ним). У него есть младший брат по имени Дон, к которому Ригби постоянно ревнует из-за того, что Дон намного выше, красивее, сильнее и из-за того, что он всегда в тени у Дона. За четыре сезона Ригби умирал четыре раза, но каждый раз воскресал (однажды его убил Скипс, а в другом эпизоде его убил сам Мордекай). Страдает аллергией на куриные яйца. В отличие от своего младшего брата Дона, Ригби ненавидит обниматься. В 33-й серии третьего сезона признаётся, что ему нравится Эйлин, когда она без очков. В серии «Эксперт или лжец» побеждает в одном из телешоу (участвуя в нём во второй раз), заявив, что «хочет отомстить за всех, кто был унижен в гнусных телешоу» (включая Бенсона, который был унижен в телешоу «Скажи это слово»). После событий одной из серий является чемпионом мира по игре «Костолом» вместе с Мордекаем. На свадьбе Масл Мена признается в том, что встречается с Эйлин. В конце 8-го сезона они женятся.
- Бенсон Данвуди — оживший торговый автомат для жевательными шариками или жвачки, руководитель парка, владельцем которого является Мистер Мэллард. Единственный из главных героев, кто живёт в отдельной квартире, а не на территории парка. В молодости был рестлером и барабанщиком в рок-группе «Волосы на троне», но коллектив этой группы счёл нужным исключить Бенсона. Два друга часто выводят его из себя своими выходками, от чего Бенсон постоянно не доверяет им и пугает, что он их уволит. Сам Бенсон очень ответственный и трудолюбивый сотрудник, что делает его полной противоположностью Мордекая и Ригби. При этом, Бенсон вполне умеет веселиться, в чём гораздо превосходит вышеупомянутую парочку, но эту сторону своей личности проявляет довольно редко.
 Бенсон очень вспыльчив и склонен к приступам ярости, вследствие чего он становится красным. Он является лучшим другом Попса и поручается за него в связи с его постоянной наивностью и добродушием. В молодости также был чемпионом по настольному хоккею, у него был свой ученик (возможно сын или племянник), погибший во время соревнований. В серии «Эксперт или лжец» выясняется, что он проиграл в телеигре «Скажи это слово», произнеся вместо слова «бандана» слово «бананы», из-за чего долго многие кричали нечто вроде при его появлении «Это же человек-банан!» и кидались в него бананами.
- Скипс — снежный человек, которому 300 лет. Скипс получил право на бессмертие и вечные познания, но обязан выполнять церемониальные танцы каждый год в день своего рождения, иначе он умрёт в муках, медленно рассыпавшись в прах. В одной из серии это едва не случается по вине Мордекая и Ригби. Скипс много работает и всегда выполняет свои обязанности. Скипс выглядит очень равнодушным и бесчувственным, но всегда готов помочь Мордекаю и Ригби, когда они попадают в беду. Спасая друзей, он часто сообщает, что сталкивался с таким раньше и предлагает подходящий выход из ситуации. Если что-либо не получается, как он пытается сделать, он применяет метод «по-скиповски», яркий пример — серия «Тело Ригби». В 33-й серии третьего сезона он рассказывает секрет, почему постоянно прыгает на ноге, а не ходит (это связано с его любовью и обещанием припрыгивать до конца жизни). Однажды Скипс рассказал Мордекаю и Ригби про то, что его любимая погибла во время бала в школе во время битвы с Клоргбейном Разрушителем, и Скипс стал бессмертным из-за того, что хочет остановить Рогнара навсегда. В серии про чемпионат по боулингу Скипс признаётся, что его настоящее имя — Уолкс. Имеет кузена Квипса, который в отличие от него всегда шутит (причём каждый раз неудачно), не имеет мускулов и носит верх. В оригинале его озвучивает Марк Хэмилл.
- Попс Мэллард — леденец. Возраст Попса более 100 лет, в детстве он воспитывался Скипсом. Попс почти всегда находится в очень хорошем настроении. Он приходит в восторг почти от всего, что происходит вокруг него, и даже в плохой ситуации может увидеть положительные стороны. Несмотря на то, что Попс уже довольно пожилой, он все равно достаточно инфантильный и наивный. Чемпион реслинга. Кажется, что Мордекай и Ригби нравятся ему намного больше Бенсона, даже несмотря на то, что они безответственные, а Бенсон считает Попса своим лучшим другом. Отец Попса, Мистер Мэллард, является владельцем парка, кроме того, и сам Попс на самом деле имеет право отдавать распоряжения Бенсону, и даже уволить его, что подтверждается в одной из серий. Но, несмотря на это, гораздо чаще Попс сам работает в парке под руководством Бенсона. Кроме того, Бенсон несёт ответственность за Попса из-за его детского характера. У него всегда есть леденцы (которые считаются валютой на его родине). Попс родом из Карамелии (по словам Cartoon Network). В серии «Мастера розыгрыша» дан намёк, что его голова приобрела такую форму из-за опухоли мозга, появившейся из-за общения по допотопному мобильному телефону в 80-е годы; в дальнейшем это было опровергнуто — как оказалось, Попс относится к расе большеголовых человечков. В конце 8-го сезона умирает в смертельной схватке с АнтиПопсом.
- Масл Мен (Мускулист), настоящее имя — Митч Соренстейн — рабочий парка, зеленокожий карлик с явным ожирением. На самом деле, это не жир, а мускулы, что подтверждается в одной из хэллоуинских серий, в другой серии говорится, что он чемпион по культуризму. Масл Мен ведёт себя грубо и не уважает окружающих, но к Попсу относится уважительно — едва не убив Попса (но серьёзно травмировав его) кроватью, используемой для прикола над Мордекаем, Масл Мен оставляет приколы. Изначально открыто конфронтировал с Мордекаем и Ригби, порой подвергая их жизнь опасности, но начиная с третьего сезона становится им хорошим другом и периодически помогает. Масл Мен считает себя мачо и самым крутым, хотя все его шутки очень неудачны. Единственный, кто его поддерживает и понимает — это Дай Пять, они всегда ходят вместе и шутят между собой. Почти в каждой серии говорит «А знаешь кто ещё? — Моя мама!», одна из серий даже посвящена именно этой фразе. В одной из серий хочет жениться на Старле, в другой же побеждает у Смерти в конкурсе по поеданию хот-догов.
- Дай Пять (Пятерня, Пятак) — призрак с одной рукой на голове. Дай Пять и Маслмен — лучшие друзья. Тот часто даёт ему «пять», сопровождая это какой-то шуткой. Дай Пять редко говорит, голос у него высокий и схожий с голосом всех призраков. Несмотря на тесную дружбу с Маслменом, он никогда не ругается с Мордекаем и Ригби. Женат на Селии, девушке которую он встретил в кафе. У него есть брат-преступник (который позже перешёл в полицию) Пять дай и отец. Пять дай появляется в сериях «Вечеринка», «Открытка» и в ещё нескольких, в других же просто упоминается.
- Маргарет Смит — 21-летняя красногрудая малиновка, официантка в местном кафе. Она добрая и вежливая с Мордекаем и Ригби и со временем она узнаёт, что первый влюблён в неё. К сожалению Мордекая, Маргарет часто появляется в компании разных парней. Но тот всё равно не оставляет надежды на то, что когда-то сможет ей понравиться. В конце 4-го сезона они с Мордекаем всё-таки начали встречаться, но Маргарет поступила в университет и уехала, оставив Мордекая одного. Её отец является человеком и поначалу был настроен к ухажёру враждебно, но впоследствии сменил гнев на милость.
- Эйлин — официантка в местном кафе, помесь человека и бобра. Застенчива по отношению к Ригби, так как влюблена в него, в начале взаимности не добивается, но вскоре начинает с ним встречаться, о чём сообщает Мордекаю сам Ригби. Носит очки, так как обладает неважным зрением, что подтверждается в одном из эпизодов, где она снимает их, узнав, что Ригби считает её красивой без них. Эйлин — лучшая подруга Маргарет и её коллега в кафе. Обладает широкими познаниями в самых разных областях. В конце 8-го сезона выходит замуж за Ригби.
- Томас (Николай) — 14-летний горный козёл. Работает в парке стажёром. Появляется в 4-м сезоне. Плохо рассказывает страшные истории, в опасные моменты пытается увильнуть от обязанностей, на что остальные работники отвечают, что проблемы парка и его проблемы тоже. В серии «Эксперт или лжец» выясняется, что его друг работает стажёром на шоу в честь которого названа серия.

### Эпизодические
- Старла — девушка Масл Мена, во время ссоры с которым встречалась с Мордекаем. Имеет телосложение, схожее с комплекцией Масл Мена. Работает в ювелирном магазине кассиршей и увлекается велосипедным спортом, гангста-рэпом. Только Старле Масл Мен позволяет называть себя по имени, а не по прозвищу.
- Рыцарь — человек из прошлого, который живёт в парке внутри большого песочного форта. Многократно изгонялся Мордекаем и Ригби; впоследствии принял образ покойной рок-звезды Эйса Балтазара. Является гостем из другого измерения, где живёт много подобных рыцарей и рыцарь, который в серии «Я яитличный» предупредил Мордекая о том, что неверный выбор головного убора с надписью «Я яитличный» приведёт к смерти.
- Смерть — персонификация смерти мужского рода. Носит большую двойную косу и кожаную куртку, ездит на мотоцикле. Мечтает получить душу Скипса. Довольно бурно реагирует на подколы, отчего регулярно ввязывается в опасные для Мордекая, Ригби и прочих споры. У него худощавая левая и очень сильно накачанная правая рука («долго ждал, готовился к армрестлингу со Скипсом»). В оригинальном варианте озвучки имеет британское произношение. Носит усы в стиле Лемми. Он женат, что подтвердилось в серии «Смерть в 8». Жена выглядит как обычная женщина, но с четырьмя руками. В этой же серии выясняется что у него есть сын Томас (которого он считает младенцем, хотя тому 300 лет). Принял участие в последней битве на стороне Попса.
- Дон — младший брат Ригби и его полная противоположность. Работает бухгалтером, намного выше, красивее, сильнее Ригби. Несмотря на то, что Дон младший брат, Ригби всегда в его тени.
- Кучка маленьких утят — это 4 маленьких утёнка, друзья Мордекая и Ригби. Когда они сливали воду из фонтана, то нашли этих утят. Одна из их способностей — вместе превращаться в получеловека-полуорла в джинсах, что является отсылкой к Могучим Рейнджерам.
- Си-Джей (полное имя Тучка Джей) — облакоподобная девушка. Встречалась с Мордекаем. Вскоре после того, как Маргарет уезжает в университет, заменяет последнюю и заводит дружбу с Эйлин. Когда злится, превращается в тучу.
- Джин — менеджер соседского парка, который соперничает с парком Бенсона. Живой автомат для продажи батончиков в военной форме (по аналогии с Бенсоном). Однажды для возвращения статуи основателя парка Кёртиса Монтгомери, украденную слугами Джина, Томас помог парку, самостоятельно составив план и почти полностью исполнив его. В другой серии парк Джина вёл войну розыгрышей с парком Бенсона и проиграл благодаря самоотдаче Масл Мена. В одной из серий посвятил Бенсона в секту парковых менеджеров, совершив специальный ритуал.

## Эпизоды
| Сезон | Сезон           | Количество эпизодов | Период показа    | Период показа   |
| Сезон | Сезон           | Количество эпизодов | Начало сезона    | Финал сезона    |
| ----- | --------------- | ------------------- | ---------------- | --------------- |
|       | Короткометражки | 2                   | 2005             | 2006            |
|       | Пилот           | Пилот               | 14 августа 2009  | 14 августа 2009 |
|       | 1               | 12                  | 6 сентября 2010  | 22 ноября 2010  |
|       | 2               | 27                  | 29 ноября 2010   | 1 августа 2011  |
|       | 3               | 40                  | 19 сентября 2011 | 3 сентября 2012 |
|       | 4               | 37                  | 1 октября 2012   | 12 августа 2013 |
|       | 5               | 40                  | 2 сентября 2013  | 14 августа 2014 |
|       | 6               | 28                  | 9 октября 2014   | 25 июня 2015    |
|       | 7               | 36                  | 26 июня 2015     | 30 июня 2016    |
|       | Фильм           | Фильм               | 25 ноября 2015   | 25 ноября 2015  |
|       | 8               | 31                  | 26 сентября 2016 | 16 января 2017  |

### Кроссоверы
Мордекай и Ригби появились в эпизодической роли в эпизоде Дядя Деда 3 сезона 12 серии. Мордекай, Ригби и призрак Дай Пять, появились в небольшом камео в мультсериале Удивительный мир Гамбола в серии «скука», вместе с ведущими персонажами сериала Дядя Деда и Кларенс. Мордекай и призрак Дай Пять появляются в ОК К. О.!: Давайте быть героями специальном выпуске, «кроссовер Нексус», наряду со многими другими персонажами мультсериалов Cartoon Network .

## Адаптации
В 2013 году по мотивам мультсериала вышла официальная видеоигра Regular Show: Mordecai and Rigby in 8-Bit Land, разработанная студией WayForward Technologies для приставки Nintendo 3DS и изданная компанией D3 Publisher. Игра получила смешанные оценки критиков.
В 2015 году вышел полнометражный фильм «Обычное шоу: Фильм», в котором рассказывается о юности Мордекая и Ригби и их будущем. 1 сентября 2015 года фильм стал доступен на цифровых сервисах iTunes, Google Play и ряда других платформ, а 13 октября того же года состоялся его выпуск на DVD, предназначенный для распространения компанией Warner Home Video.
Премьера на телевизионном канале Cartoon Network состоялась 25 ноября 2015 года.

## Интересные факты
- Лучшего друга Мордекая - Ригби в русском дубляже озвучивает актёр  Диомид Виноградов (актёр наиболее известный тем, что озвучивал профессора Чудакова из мультсериала Фиксики).